# Срба Бешир
Срба Бешир  (Кореница, 1914 — Зајечар, 1944) био је учесник Народноослободилачке борбе, члан Штаба Крајинског партизанског одреда и члан Среског комитета Зајечар.

## Биографија
Срба Бешир родио се 1914. године у Кореници у породици Симеона Бешира. У Неготину је завршио основну школу и гимназију. У школи се већ у првим данима прикључио напредним ученичким организацијама.

## Политички рад
Народноослободилачком покрету Срба Бешир се придружује 1941. године, када је примљен и у Комунистичку партију Југославије. Почетком рата Бешир је заједно са Васом Димитријевићем, Савом Драгојевићем, Марицом Драгојевић, Предрагом Костићем, Миомиром Радосављевићем Пикијем и другима интензивно политички деловао у Неготинском срезу.
Један је од организатора на формирању Крајинског партизанског одреда, у коме је од првих дана био и члан Штаба.
Заједно са Добривојем Недељковићем Донетом и Предрагом Костићем учествовао је 1941. у преговорима са четничким командантом Анђелком Адамовићем и присуствовао потписивању споразума о заједничкој борби против непријатеља.
После трагедије Крајинског партизанског одреда, када су здружени одреди четника војводе Анђелка Адамовића и жандарма, 29. септембра 1941. године, на источним падинама планине Дели Јован, код села Сиколе опколили партизане са три стране и када су чувајући и штитећи повлачење одреда погинули Стефанија Михајловић, Љубомир Љуба Нешић, командир одреда, Радомир Недељковић Раде из Неготина, Боривоје Радојевић из Салаша, Ага Рогожинаревић из Неготина, Миливоје Миловановић из Брусника, Владимир Златојевић из Копривнице, Воја Миленковић из Брусника, Душан Иконић и Синиша Голубовић из Копривнице Срба Бешир је наставио са илегалним радом у Зајечару.
По одлуци Окружног комитета КПЈ Зајечар именован је за секретара Среског комитета Зајечар.

## Погибија
Крајем 1943. и почетком 1944. године Немци су у Зајечару ухапсили многе људе за које су сматрали да су наклоњени Народноослободилачком покрету. Међу њима и Србу Бешира, Јелену Мајсторовић, Божидара Поповића, Милана Шмата, Боривоја Јовановића и друге виђеније грађане. Хапшења угледних грађана изазвала су велико узнемирење јавности, па је уследило више интервенција људи блиских немачким окупационим снагама да се ухапшени пусте из затвора, што је и учињено десетак дана касније. Међутим, четници су појачали притисак на присталице Народноослободилачког покрета, који су Србу Бешира, али и Јелену Мајсторовић, Милорада Божиновића, Живу Милотића, Љиљану Поповић, Новицу Поповића, Лазара Рајковића и Милана Шмата у пролеће 1944. ликвидирали.